# Phryxe larvicola
Phryxe larvicola là một loài ruồi trong họ Tachinidae.